# Xyphinus karschi
Espèce
Synonymes
- Gamasomorpha karschi Bösenberg & Strand, 1906
- Pseudotriaeris karschi (Bösenberg & Strand, 1906)

Xyphinus karschi est une espèce d'araignées aranéomorphes de la famille des Oonopidae.

## Distribution
Cette espèce se rencontre en Chine, à Taïwan, au Japon et en Thaïlande.

## Description
Le mâle décrit par Kranz-Baltensperger en 2014 mesure 1,82 mm et la femelle 1,84 mm.

## Taxinomie
Cette espèce a été placée dans le genre monotypique Pseudotriaeris de 1974 à 2014, date à laquelle il a été placé en synonymie avec Xyphinus.

## Publication originale
- Bösenberg & Strand, 1906 : Japanische Spinnen. Abhandlungen der Senckenbergischen Naturforschenden Gesellschaft, vol. 30, p. 93-422 (texte intégral).